# Stazione di Castiglion del Lago
Stazione di Castiglion del Lago vasútállomás Olaszországban, Umbria régióban, Castiglione del Lago településen.

## Vasútvonalak
Az állomást az alábbi vasútvonalak érintik:
- Firenze–Róma-vasútvonal

## Kapcsolódó állomások
A vasútállomáshoz az alábbi állomások vannak a legközelebb: 
- Stazione di Terontola-Cortona
- Stazione di Chiusi-Chianciano Terme